# Покленковский, Евгений Фомич
Евгений-Александр Фомич Покленковский (1798—1853) — российский юрист, тайный советник, сенатор Российской империи.

## Биография
Родился 29 декабря 1798 года (9 января 1799); происходил из дворян бывшей Мазовецкой губернии. По окончании, в 1816 году, курса в Познанском лицее, Покленковский слушал курс юридических наук в Бреславльском и Берлинском университетах и в 1820 году получил в Варшавском университете диплом на степень магистра прав (cum eminentia). 
1 мая 1820 года Е. Ф. Покленковский поступил на службу судебным аппликантом гражданского трибунала Мазовецкого воеводства. В этой, также как и в последующем ряде занимавшихся им должностей, он состоял недолго: 21 ноября 1820 года Покленковский был назначен исправляющим должность заступающего место подпрокурора 1-го и 2-го отделов при судах исправительной полиции Варшавского округа; затем, с января 1821 года занимал должность судебного следователя того же первого отдела; состоя в этой должности, Покленковский 23 октября 1822 года получил поручение произвести следствие по делу студентов Варшавского университета, обвинявшихся в составлении тайного общества и распространении революционных стихотворений. 
В 1822 году он сдал экзамен 2-го класса при экзаменационной комиссии Мазовецкого воеводства и 23 декабря 1823 года был утвержден в должности асессора гражданского трибунала Мазовецкого воеводства, которую исправлял с января того же года. В то же время он состоял делопроизводителем в депозитных массах по опекам, оставшимся после прусского судопроизводства. 
В 1824 году в главной экзаменационной комиссии Евгений Фомич Покленковский сдал экзамен 3-го класса на занятие судебных должностей, 1 марта 1825 года он был назначен подпрокурором Уголовного суда бывших воеводств Мазовецкого и Калишского. Уже через два года, 7 апреля 1827 года, он получил место судьи гражданского трибунала бывшего Подлясского воеводства, а 16 июня — члена экзаменационной комиссии того же воеводства; одновременно с этими должностями Покленковский был контролером депозита трибунала и делопроизводителем в конкурсных и ликвидационных массах. 
9 марта 1830 года он был определен царским прокурором Уголовного суда Люблинского и Подлясского воеводств. В 1830 году, когда вспыхнуло польское восстание, Покленковский был лишен должности повстанческим правительством и во время восстания находился сперва при начальнике 5-го резервного кавалерийского корпуса русских войск, а затем — при председателе «Временного Правления» Царства Польского. По подавлении восстания, Покленковский занял снова ту же должность прокурора, причем ему было разрешено русским правительством получить «за все время состояния не у дел причитающееся ему содержание»; кроме того, за «непоколебимую верность к законному правительству во время мятежа», он был пожалован орденом Святого Станислава 3-й степени. 
20 марта 1832 года Покленковский был назначен прокурором в учрежденный над участниками восстания Верховный уголовный суд  и за проявленное им в этой должности рвение, в 1884 году был пожалован орденом Святого Станислава 2-й степени со звездой и наградой в 4500 рублей. 
В 1883 году Покленковский занял место судьи Палаты суда высшей инстанции Царства Польского и одновременно исполнял должность председателя Уголовного суда Мазовецкого и Калишского воеводств. 
С 25 февраля 1835 года Евгений Фомич Покленковский состоял членом Варшавского Попечительного Совета над тюрьмами; с декабря 1836 года — членом дворянских депутаций Мазовецкой губернии.
6 сентября 1841 года он был произведен в действительные статские советники и назначен членом Варшавских Департаментов Правительствующего Сената, но без звания сенатора. 
19 мая 1842 года Покленковский Е. Ф. был назначен председателем Апелляционного суда Царства Польского, затем, 13 февраля 1847 года, независимо от занимаемых должностей, был определен членом комитета по составлению положений о введении в Царстве Польском «Нового уголовного уложения», за особые труды в котором в 1849 году получил орден Святой Анны 1-й степени. В том же году за выслугу 29-ти лет получил пенсию по 2100 рублей в год, а 7 ноября 1850 года назначен был присутствовать в Варшавских Департаментах Правительствующего Сената. 
В 1851 году Покленковский произведен был в тайные советники и назначен первоприсутствующим в приготовительной, учрежденной при общем собрании Сената, комиссии. 
Состоя все время на службе, Евгений-Александр Фомич Покленковский умер 21 октября (2 ноября) 1853 года в городе Варшаве «от расстройства умственных способностей».